# Jerzy Adam Rodziewicz
Jerzy Adam Rodziewicz herbu Tarnawa – sędzia grodzki kowieński w latach 1765–1782, łowczy kowieński w latach 1735–1782, krajczy kowieński w latach 1734–1735.
Członek konfederacji powiatu kowieńskiego w 1767 roku. Członek konfederacji 1773 roku. Był posłem grodzieńskim na Sejm Rozbiorowy 1773-1775.